# Novossélovo
Novossélovo (en rus: Новоселово) és un poble (un possiólok) de l'óblast de Saràtov, a Rússia, segons el cens del 2010 tenia 533 habitants. Pertany al districte municipal d'Engels.